# Anton Spieker (Geistlicher)
Anton Spieker (* 5. Februar 1880 in Lütmarsen; † 9. März 1941 in Bochum) war ein deutscher römisch-katholischer Geistlicher und Märtyrer.

## Leben
Anton Spieker wuchs als jüngstes von sechs Kindern eines Landwirts bei Höxter auf. Er besuchte von 1900 bis 1902 die dortige Baugewerbeschule und arbeitete (nach zweijährigem Wehrdienst) als Maurer. 1906 trat er in Grave in den Niederlanden in die Missionsschule der Missionare von der Heiligen Familie ein und wurde 1912 zum Priester geweiht. Ab 1913 wirkte er in Basel, von 1916 bis 1918 in einem Schweizer Internierungslager.
1923 verließ er die Kongregation und wurde Diözesanpriester im Erzbistum Paderborn. Die Stationen seines Wirkens waren: Altenrüthen (1924), Mengelrode (1925), Niederorschel (1926), Ückendorf (1927), Walpersdorf (1928), Hövel (1931) und schließlich Espeln bei Paderborn (1934). Dort opponierte er in vieler Hinsicht gegen die Nationalsozialisten und wurde im Juli 1940 von der Gestapo verhaftet. Am 17. Dezember 1940 wurde er von einem Sondergericht im Amtsgericht Delbrück zu zehn Monaten Gefängnis verurteilt. Er starb nach zwei Monaten Haft im Zentralgefängnis Bochum.

## Gedenken

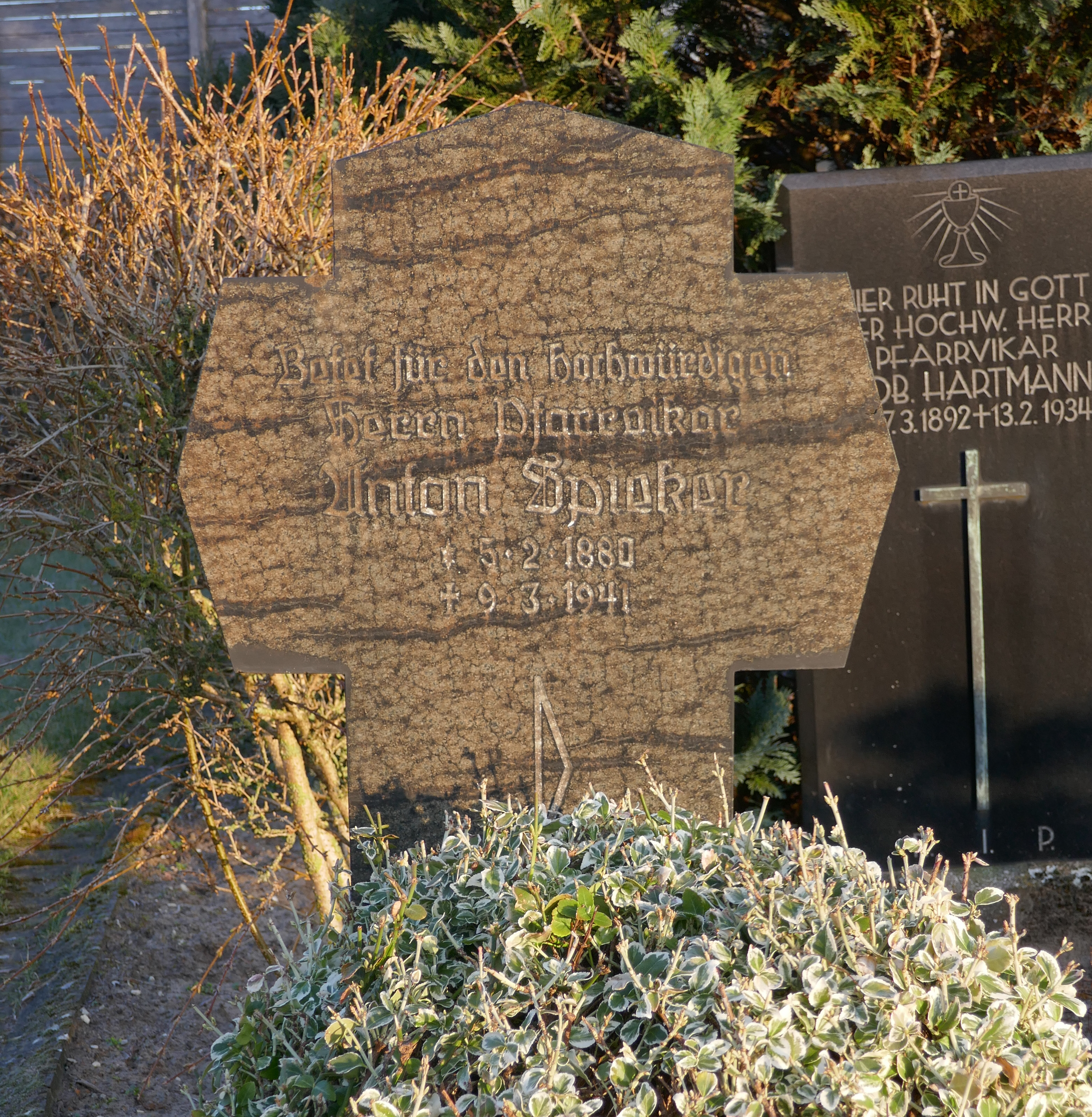
Grabstein auf dem Friedhof in Espeln

Die deutsche Römisch-katholische Kirche hat Anton Spieker als Märtyrer aus der Zeit des Nationalsozialismus in das deutsche Martyrologium des 20. Jahrhunderts aufgenommen. In Espeln ist der Pastor-Spieker-Weg nach ihm benannt. Im Webauftritt espeln.de ist ihm eine Gedenkseite gewidmet.